# Canavieira
Canavieira is een gemeente in de Braziliaanse deelstaat Piauí. De gemeente telt 4.093 inwoners (schatting 2009).